# Otto zu Stolberg-Wernigerode (historiker)
Otto Graf zu Stolberg-Wernigerode, född 31 mars 1893 på Schloss Wernigerode, död 5 augusti 1984 i Hamburg, var en tysk historiker.
zu Stolberg-Wernigerode var professor för medeltidens och nya tidens historia vid universitetet i Rostock, efter andra världskriget vid universitetet i München. Han var den förste redaktören av Neue Deutsche Biographie.